# 石川清 (坂戸市長)
石川 清（いしかわ きよし、1950年（昭和25年）6月13日- ）は、日本の政治家。埼玉県坂戸市長（4期）。元坂戸市議会議員（4期）。

## 来歴
埼玉県坂戸市出身。坂戸市立坂戸中学校、埼玉県立川越高等学校、日本大学経済学部卒業。
1996年（平成8年）4月、坂戸市議会議員に就任。以後、同市議を4期つとめる。
2012年（平成24年）4月15日執行の坂戸市長選挙に無所属で出馬。現職の伊利仁（無所属・自由民主党推薦）を破り、初当選した。5月12日、市長就任。
※当日有権者数：80,326人 最終投票率：51.76%（前回比：pts）
| 候補者名 | 年齢 | 所属党派 | 新旧別 | 得票数   | 得票率 | 推薦・支持         |
| -------- | ---- | -------- | ------ | -------- | ------ | ------------------ |
| 石川清   | 61   | 無所属   | 新     | 23,177票 | 57.10% |                    |
| 伊利仁   | 73   | 無所属   | 現     | 17,412票 | 42.90% | （推薦）自由民主党 |

2016年（平成28年）、前市議の宮崎雅之、前市議の小川達夫らを破り再選。2020年（令和2年）、前回戦った元市議の小川達夫ら3人の候補者を破り3選。2024年（令和6年）、元市議の小川達夫ら3人を破り4選。

## 政策・人物
- 2020年（令和2年）9月15日、LGBTなど性的少数者のカップルが婚姻に相当する関係にあると認める「パートナーシップ宣誓制度」を10月1日に導入すると発表した[7]。
- 趣味は養蜂。
- 2021年（令和3年）5月20日、定例記者会見で、記者からコロナ禍での東京五輪開催の賛否を問われ、「感染者は昨年よりずっと多い。変異型も出ている。国はやる方向だと思うが、もしやったら日本は滅亡するんではないかな、と思うくらいの危機感を抱いている」と述べ、中止の考えを訴えた[8]。